# Rio Haryanto
Tìm thấy imagesize, Tìm thấy 2016 Team, 
Rio Haryanto (sinh 22 tháng 1 năm 1993) là tay đua xe công thức 1 người Indonesia đầu tiên và đang thi đấu cho đội đua Manor.